# تيتسويا أندو
تيتسويا أندو (باليابانية: 遠藤哲哉؛ بالكانا: えんどう てつや) هو مصارع محترف ياباني، ولد في 11 أغسطس 1991 في شيرويشي في اليابان.

## روابط خارجية
- تيتسويا أندو على موقع CageMatch worker (الإنجليزية)